# 角斜镇
角斜镇，是中华人民共和国江苏省南通市海安市下辖的一个乡镇级行政单位。

## 行政区划
角斜镇下辖以下地区：
角斜社区、沿口社区、海港社区、新坝村、范堑村、周庄村、老庄村、五凌村、滩河村、五虎村、角斜村、双龙村、来南村、汤灶村、江海村、建场村、富港村、顾陶村、镇海村、川港村和通港村。